# Tite (Guinea-Bissau)
Tite è un villaggio della Guinea-Bissau, capoluogo del settore omonimo facente parte della regione di Quinara.

## Storia
La notte del 23 gennaio 1963 i guerriglieri del PAIGC attaccarono la guarnigione portoghese di Tite. Questo evento diede il via alla guerra d'indipendenza della Guinea-Bissau.